# James Scott (Fußballspieler, 2000)
James Ryan Scott (* 30. August 2000 in Glasgow) ist ein schottischer Fußballspieler, der beim FC St. Mirren unter Vertrag steht.

## Karriere
James Scott kam im Jahr 2013 zum FC Motherwell. Nach fünf Jahren in der Jugend kam er am 21. April 2018 zu seinem Profidebüt in der Scottish Premiership gegen Ross County als er für Curtis Main eingewechselt wurde. Ein weiterer Einsatz folgte eine Woche später gegen den FC Dundee, nachdem er in der 41. Spielminute für Ryan Bowman eingewechselt worden war.
Im Januar 2020 wechselte der 19-jährige zum englischen Zweitligisten Hull City. Den Großteil der Saison 2021/22 verbrachte er auf Leihbasis beim schottischen Erstligisten Hibernian Edinburgh, dort erzielte er am letzten Spieltag einen Hattrick. Nachdem er in der Hinrunde der Saison 2022/23 für Hull ohne Einsatz geblieben war, wechselte er Ende Januar 2023 zum Drittligisten Exeter City. Sein dortiger Trainer war Gary Caldwell, der zuvor Co-Trainer in Edinburgh war.